# Alessandro Urzì
Alessandro Urzì (Bolzano, 7 maggio 1966) è un politico e giornalista italiano, dal 13 ottobre 2022 deputato alla Camera per Fratelli d'Italia.

## Biografia
Nato a Bolzano nel 1966, figlio di Mario Urzì (1928-2006), che è stato prefetto e Commissario del Governo per la Provincia di Bolzano, e di Jolanda Gentilini (1925-2006), già Presidente della Sezione femminile della Croce Rossa di Bolzano. Ha lavorato come giornalista per diverse testate, tra cui Videobolzano 33, Il Mattino dell’Alto Adige  e il Giornale. 
Dal 1998 comincia la sua attività politica nel Consiglio provinciale di Bolzano con Alleanza Nazionale, passando poi al Popolo della Libertà, poi a Futuro e Libertà per l'Italia, quindi fonda "L'Alto Adige nel cuore", che nel 2020 confluirà in Fratelli d'Italia, di cui è coordinatore regionale. A seguito delle elezioni politiche del 25 settembre 2022 è deputato della Repubblica Italiana.
È sposato dal 2006 con Susanna Melchiorri, consigliera comunale di Bolzano dal 1995 al 2000 per i Democratici di Sinistra.

## Attività giornalistica
Giornalista professionista dal 1991 e pubblicista dal 1988, Urzì ha iniziato la carriera professionale collaborando dal 1985 con Radio Nbc Network, radio regionale del Trentino Alto Adige.
Fra il 1986 e il 1993 è stato redattore di Videobolzano 33, testata per la quale ha condotto per anni i telegiornali e "Parliamone", programma in linea diretta con i cittadini e con ospiti in studio. 
Sono gli anni nei quali Urzì ha modo di approfondire e seguire professionalmente tematiche che, poi, caratterizzeranno anche alcune sue battaglie politiche. Nel corso dell'esperienza di Videobolzano 33, infatti, il giornalista intervista Karl Außerer, terrorista di Ein Tirol riparato in Austria e avvicinato durante una manifestazione a Innsbruck, cura un reportage sulla guerra d'indipendenza croata sul fronte fra Sisak, Karlovac e la linea costiera di Zara (dove Urzì fu sorpreso da un bombardamento) e realizza un'inchiesta in Albania nelle settimane immediatamente successive al crollo del regime comunista.
Nel 1994 approda al quotidiano il Mattino dell’Alto Adige, occupandosi in particolare di cronaca politica. In tale contesto segue il dibattito parlamentare sulla risoluzione della bilinguità della toponomastica in Commissione affari costituzionali della Camera, la storica manifestazione per l’Unità d’Italia del 1996 a Milano e alcuni congressi nazionali di Alleanza Nazionale.
È stato corrispondente dal Trentino Alto Adige de il Giornale, allora sotto la direzione di Indro Montanelli, ha collaborato per breve tempo con il settimanale Il Borghese, l’Ansa, il quotidiano Alto Adige, L'Italia settimanale di Marcello Veneziani e Il Secolo d’Italia.

## Attività politica
A novembre 1998 è stato eletto per la prima volta, con oltre 4.000 preferenze, Consigliere regionale e provinciale del Trentino-Alto Adige nella lista di Alleanza Nazionale/I Liberali/Il Polo degli Italiani. Nel 2003, nella lista di AN, raddoppia le preferenze e viene confermato Consigliere regionale. La terza legislatura consiliare comincia a seguito dell’elezione del 26 ottobre 2008, quale candidato e Presidente provinciale di Alleanza Nazionale nella lista del Popolo della Libertà.
Nel maggio del 2010 è eletto al Consiglio comunale di Bolzano nella lista del PDL.
Nel 2012 Urzì aderisce a Futuro e Libertà, finché non giudica incoerenti le scelte del nuovo partito alla vigilia delle elezioni politiche del febbraio del 2013. Denunciando un patto di desistenza a favore di PD, SVP e PATT nei collegi senatoriali della regione Trentino-Alto Adige, Urzì lascia Futuro e Libertà e, nel gennaio del 2013, dà vita al progetto territoriale di centrodestra de “L’Alto Adige nel cuore”. Il mese successivo, alle elezioni politiche, nel Collegio senatoriale di Bolzano/Bassa Atesina, la nuova formazione raccoglie il 4,4%, contro il 12,5% del PDL e il 2,5% del neonato partito di Fratelli d’Italia.
L’ "Alto Adige nel cuore" presenta la propria lista anche alle elezioni regionali in Trentino-Alto Adige nell’ottobre 2013, ottenendo 2,1% dei voti e un seggio, permettendo ad Alessandro Urzì di confermarsi Consigliere provinciale.
Alle elezioni amministrative del 2015 è il candidato sindaco di Bolzano del centro-destra, ottiene 12,74% al primo turno e viene sconfitto, con 42,3% dei voti, al ballottaggio dal candidato di centro-sinistra Luigi Spagnolli.
Nel 2015 è grande elettore del Presidente della Repubblica come delegato della Regione Trentino Alto Adige.
Urzì entra in Fratelli d’Italia nel 2017 e il 24 dicembre dello stesso anno viene nominato coordinatore regionale del partito per il Trentino-Alto Adige. In tale partito, il politico di Bolzano riconosce una maggiore disponibilità a dare voce alla comunità italiana dell'Alto Adige in sede nazionale. 
Nelle elezioni regionali in Trentino-Alto Adige nell’ottobre 2018 ottiene 1,72% dei voti e un seggio per il consiglio provinciale con la lista L’Alto Adige nel Cuore-Fratelli d’Italia. Nel 2020 la formazione di Urzì confluisce nel partito di Giorgia Meloni.
Nel 2019 è stato condannato dalla Corte dei Conti a risarcire oltre 31 mila euro per aver utilizzato i fondi a disposizione del gruppo consiliare Pdl senza nessuna documentazione fra il 2008 e il 2012. Nel 2021 la condanna e il risarcimento, che riguarda solo la condotta dell’anno 2012 (i fondi degli anni precedenti non erano stati conteggiati per intervenuta prescrizione), sono stati confermati dalla sezione giurisdizionale d’appello della Corte dei Conti a Roma. Non hanno trovato conferma, invece, presunte violazioni dolose delle regole di gestione del denaro pubblico, né in primo, né in secondo grado.
Alle elezioni del 2022 è stato candidato come deputato per il collegio plurinominale Veneto 2, risultando eletto. Dallo stesso anno svolge il ruolo di capogruppo di Fratelli d’Italia in Commissione affari costituzionali.
A febbraio del 2023, il Ministro per gli affari regionali, Roberto Calderoli, nomina Urzì componente delle Commissioni paritetiche Stato/Regione autonoma del Trentino-Alto Adige e Stato/Provincia autonoma di Bolzano per l’attuazione dello Statuto di autonomia. Dopo poche settimane, ad aprile, viene eletto Presidente della Commissione dei Sei..